# 宁武天池
宁武天池（又称汾源天池）是中国山西省宁武县的一组高山湖泊群，位于管涔山麓，是中国东部第四纪冰川的遗迹。

## 地理
宁武天池位于宁武县城西南约20公里，靠近马营村，坐落在管涔山麓，最高海拔1954米。湖泊群由15个天然湖泊组成，包括天池（又称“母海”）、元池、琵琶海、鸭子海、小海子、干海、岭干海、双海和老师傅海等，总面积约4平方公里，蓄水量约800万立方米，水深普遍超过20米。湖泊群地处桑干河和汾河的分水岭。该地区属温带季风气候，四季分明，夏季凉爽。

## 历史与文化
宁武天池古称祁连池或祁连泊，唐代设天池牧监，用于饲养军马，史称“马营海”，曾养育70万匹战马。北魏时期，孝文帝在此试鱼并射飞鲸，相关传说在桑干河中得到验证。隋朝时，附近建造汾阳宫，提升了其历史地位。旅游历史可追溯至战国时期（约2300年前），北魏时成为皇家游览地。宁武天池在《山海经》、《水经注》、《资治通鉴》、《隋书》、《唐书》、《三关志》和《晋文》等古籍中均有记载。
地质研究表明，宁武天池形成于新生代第四纪冰川期，距今约300万年，由冰川侵蚀作用形成。